# Rhaphidophora lancifolia
Rhaphidophora lancifolia — вид квіткових рослин із родини Araceae, роду Rhaphidophora. Це ліана, рідним ареалом якої є Ассам Китай (Юньнань, зх. Гуансі).

## Екологія
Населяє дощові ліси, мусонні дощові ліси; збирається вгору по деревах.

## Опис
Ліана. Стебло лазить, зелене, до 20 метрів і більше, 1–2 см у діаметрі; міжвузля 1–2 см, укорінюються. Листкова ніжка зелена, 14–30 см; листова пластинка блідо-зелена абаксіально (верх), зелена адаксіально, від серпоподібно-ланцетної до яйцювато-довгастої, рідше яйцеподібної форми, 25–40 × 10–13.5 см, основа косо заокруглена, тобто одна сторона тупа, інша сторона клиноподібна, край цільний, верхівка довго загострена; бічних вен по 7 або 8 на кожну сторону, висхідні похило і дугоподібні. Суцвіття кінцеві на гілках; катафіли ≈ 10 см. Обгортка спочатку зелена, потім помаранчева на обох поверхнях, світло-зелена зовні в центрі відразу після відкриття (зелене забарвлення незабаром зникає), світло-жовта всередині біля основи, ≈ 12.5 × 10 см, верхівка круто загострена. Початок сидячий, циліндричний, ≈ 7 × 1.3 см, верхівка тупа. Квітки двостатеві. Пиляки пурпурові. Зав'язь жовта чи блідо-зелена. Ягода сіро-зелена. Насіння багато, жовті, циліндричні, 1.5–2 мм.